# Rybák oranžovozobý
Rybák oranžovozobý (Thalasseus bengalensis) je středně velký druh rybáka ze skupiny chocholatých rybáků rodu Thalasseus.

## Popis
Rybák oranžovozobý je zbarvený jako typičtí rybáci – tělo je bílé, hřbet a svrchní strana křídel světle šedá, na hlavě je černá čepička. Podobně jako u dalších chocholatých rybáků jsou pera čepičky prodloužená, takže tvoří krátkou chocholku. Vnitřní ruční letky jsou světlé, vnější černavé, svrchní strana ocasu a kostřec jsou šedé. Nohy jsou černé, zobák dlouhý a jasně oranžový. V prostém šatu (v zimě) mají bílé čelo a temeno, čepička je zachovaná jen v týle a za očima. Mladí ptáci mají šupinovitou kresbu per, tmavé ruční a loketní letky a tmavá ocasní pera.

## Rozšíření
Hnízdí především v oblasti severního Indického oceánu a západního Tichého oceánu od Madagaskaru, Rudého moře a Perského zálivu na východ po Novou Guineu a Austrálii. Mimo to hnízdí také ve Středozemním moři. Dělí se do dvou poddruhů:
- S. b. bengalensis hnízdí v Rudém moři, na východním pobřeží Afriky a jižním a východním pobřeží Indie
- S. b. torresii hnízdí ve Středozemním moři, Perském zálivu, Pákistánu a dále na východ na Nové Guineji a v Austrálii

Některé populace jsou stálé, ptáci ze Středozemního moře táhnou zimovat na západní pobřeží Afriky, ptáci z Rudého moře na východní pobřeží na jih po Jihoafrickou republiku.

## Výskyt v Evropě
Jediná známá hnízdiště druhu ve Středozemním moři leží v jeho africké části na dvou ostrůvcích u pobřeží Libye. Z této populace pravděpodobně pocházejí ptáci, kteří hnízdí na několika evropských lokalitách v čistých párech nebo ve smíšených párech s rybákem severním. Jediná pravidelná hnízdiště leží v deltě řeky Pádu v Itálii a deltě řeky Ebro ve Španělsku (na každém z nich jen 1–2 páry ročně). Mimo to hnízdili jednotliví ptáci ve smíšených párech v deltě řeky Evros v Řecku (1987), v Camargue na jihu Francie (1971) a po řadu let na ostrovech Farne Islands ve Velké Británii (1984–1999). Zatoulaní ptáci byli zjištěni dokonce ve vnitrozemí Evropy ve Švýcarsku a Rakousku.

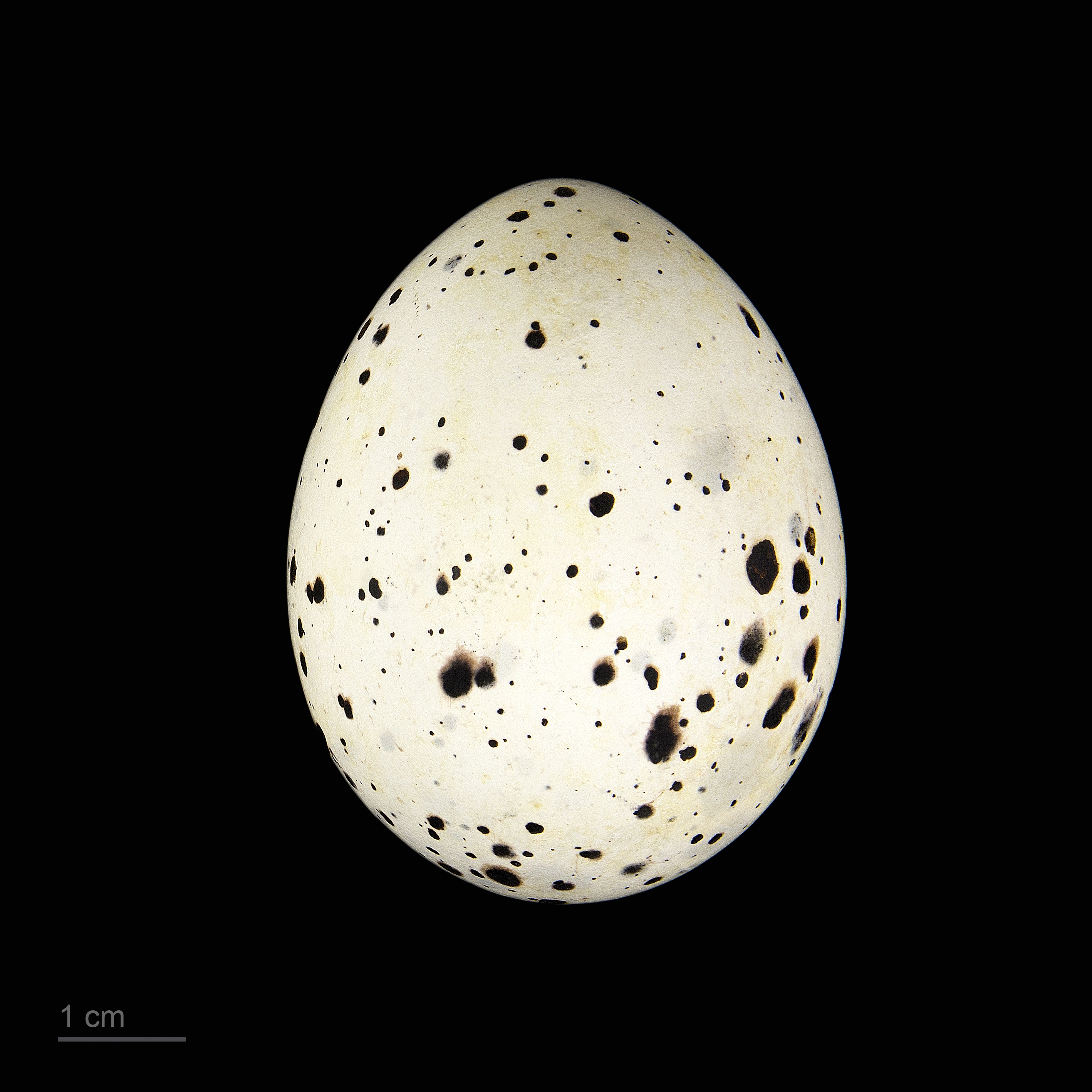
Vejce rybáka oranžovozobého (Thalasseus bengalensis)